# Oreoryzomys balneator
Oreoryzomys balneator é uma espécie de roedor da família Cricetidae. É a única espécie descrita para o gênero Oreoryzomys.
Pode ser encontrada no Equador e Peru.